# Motín de Fontezuelas

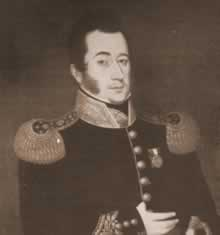
Retrato de Ignacio Álvarez Thomas, líder del motín de Fontezuelas.

El motín de Fontezuelas o sublevación de Fontezuelas fue la rebelión del ejército de las Provincias Unidas del Río de la Plata ocurrida el 3 de abril de 1815 en la localidad pergaminense de Fontezuela, por la que el coronel Ignacio Álvarez Thomas, con sus 1600 hombres, se negó a continuar la marcha hacia Santa Fe, donde debía luchar contra el caudillo Gervasio Artigas, y decidió alzarse contra el gobierno del Director Supremo de las Provincias Unidas del Río de la Plata Carlos María de Alvear.
El motín se desencadenó a la par que, en las cercanías del Arroyo del Medio, era conocido que el ejército de Eustoquio Díaz Vélez y con el cual Thomas debía unirse había abandonado Santa Fe. 
Desde el campamento de Fontezuela, que fue llamado «Campamento de la Libertad», el ejército amotinado emitió una proclama firmada por 46 oficiales, liderados por Álvarez Thomas, Juan Izquierdo, Julián Vega y Eusebio Valdenegro. En ella se justificaba el levantamiento con:
1. La protección dada a los españoles europeos, a los que se les asignaba los mejores empleos.
2. La postergación de militares que habían luchado en los campos de batallas.
3. La existencia de una administración corrupta.
4. La promoción de una nueva guerra contra la Banda Oriental, con la cual la mayoría estaba en desacuerdo.

Uno de los fragmentos más difundidos es el siguiente:

Cuando un pueblo valiente, generoso y lleno de virtudes se ve ajado, oprimido y degradado por la pequeña facción de hombres inmorales y corrompidos que en la actualidad componen y son los agentes del gobierno que representa el general Alvear, es un deber sagrado de sus hijos librar a sus hermanos y compatriotas de los horrores que sufren.
Proclama del 3 de abril de 1815.

La sublevación conllevó a la inmediata renuncia de Alvear, el 15 de abril de 1815, y la asunción al poder del coronel rebelde Ignacio Álvarez Thomas.